# HAKOM
HAKOM (kroatisch Hrvatska regulatorna agencija za mrežne djelatnosti, deutsch Kroatische Regulierungsbehörde für Netzwerktätigkeiten) mit Sitz in Zagreb ist eine unabhängige nationale Regulierungsbehörde. Sie ist für die Ausübung von Regulierungs- und anderen Aufgaben im Rahmen der durch das Gesetz über elektronische Kommunikationen, das Gesetz über Postdienstleistungen und das Gesetz über die Regulierung des Bahndienstleistungsmarktes vorgeschriebenen Geschäftsbereiche und entsprechender Zuständigkeiten verantwortlich.

## Geschichte
Die HAKOM wurde Mitte 2008 durch die Zusammenlegung der damaligen Kroatischen Agentur für Telekommunikationen (HAT) und des Rates für Postdienstleistungen eingerichtet. Im Laufe des Jahres 2014 wurde der  HAKOM die Agentur für die Regulierung des Bahndienstleistungsmarktes  (ARTZU) als eine selbständige und unabhängige durch das Gesetz über die Agentur für die Regulierung des Bahndienstleistungsmarktes gegründete  Regulierungsbehörde angeschlossen. Auf diese Weise wird eine der wichtigsten, in der Richtlinie 2001/14/EG festgelegten Voraussetzungen für die Liberalisierung und das Funktionieren des Bahndienstleistungsmarktes erfüllt.

## Gründung und Verwaltung
Die Gründerin der HAKOM ist die Republik Kroatien, die Gründerrechte haben das Kroatische Parlament (Hrvatski sabor) und die Regierung der Republik Kroatien inne. Die Tätigkeit der HAKOM ist öffentlich, für ihre Arbeit ist sie dem Kroatischen Parlament  verantwortlich.
Die HAKOM wird vom HAKOM-Rat verwaltet. Dieser besteht aus insgesamt fünf Mitgliedern und umfasst sowohl den Präsidenten als auch den Vizepräsidenten des HAKOM-Rates. Der Präsident, der Vizepräsident und die Mitglieder des HAKOM-Rates werden vom Kroatischen Parlament auf Vorschlag der Regierung der Republik Kroatien für eine Dauer von fünf Jahren ernannt, und auf diesem Wege erfolgt auch deren Ablösung. Die Entscheidungen des HAKOM-Rates werden durch Mehrheit der von den Mitgliedern abgegebenen Stimmen  getroffen.

## Zuständigkeit
Der Zuständigkeit der HAKOM obliegen:
- die Marktregulierung der elektronischen Kommunikationen, Postdienstleistungen und Bahndienstleistungen
- der Schutz der Endverbraucherrechte
- die Verwaltung der beschränkten allgemeinen Güter, die für die Republik Kroatien von Interesse sind, d. h.
  - des Rundfunkfrequenzspektrums
  - des Adressenraums
  - des Nummerierungsplans

Im Rahmen ihrer Aufsicht und der Preis- und Qualitätsregulierung von Postdienstleistungen und Dienstleistungen der elektronischen Kommunikation hat die HAKOM die Aufgabe, die Verbraucher zu schützen. Des Weiteren stellt die HAKOM durch die Gewährleistung eines offenen und nicht diskriminierenden Handelns, in der Interaktion zwischen Inhabern der Infrastruktur und Beförderer, einen  fairen Marktwettbewerb sicher. Die HAKOM unterstützt darüber hinaus die Schaffung eines innovationsfreundlichen Umfeldes auf dem Telekommunikations-, Post- und Bahndienstleistungsmarkt und trägt zur Sicherung eines stabilen Wachstums bei. Daneben setzt sich die HAKOM bei der Schlichtung von Streitigkeiten zwischen Nutzern und Anbietern von Dienstleistungen für den Bereich der Gebühren und der Qualität von Dienstleistungen ein. Die HAKOM verwaltet und kontrolliert das nationale Rundfunkfrequenzspektrum.

## Struktur und Finanzierung
Die HAKOM verfügt über eine Fachabteilung, die fachbezogene, administrative und technische Tätigkeiten ausübt. Der organisatorische Aufbau ist in der Satzung und in weiteren grundlegenden Rechtsverfügungen der HAKOM geregelt. Die HAKOM-Fachabteilung wird von einem vom HAKOM-Rat ernannten Vorstand geleitet. Für seine Arbeit ist der Vorstand dem HAKOM-Rat verantwortlich. Diese staatliche Regulierungsbehörde für Netztätigkeiten beschäftigt derzeit 177 mittelschulisch und hoch ausgebildete Mitarbeiter. Das gesamte Jahresbudget beträgt etwa 10 Millionen  Euro und wird sowohl durch Gebühren für die Verwaltung des Adressenraums, des Nummerierungsplans und des Rundfunkfrequenzspektrums als auch durch Gebühren im prozentualen Anteil vom gesamten Jahresbruttoeinkommen des Betreibers finanziert.

## Internationale Zusammenarbeit
Die HAKOM legt großen Wert auf eine gute Zusammenarbeit mit den Nachbarländern und ist aktiv auch an den Veranstaltungen internationaler Behörden beteiligt.
Die HAKOM nimmt regelmäßig an zahlreichen bilateralen und multilateralen Tagungen teil. Hierdurch soll eine möglichst effiziente Regulierung des Marktes der elektronischen Kommunikation und Postdienstleistungen durchgesetzt werden. Die HAKOM ist ferner an der Arbeit von Arbeitsgruppen bezogen auf den Markt der Postdienstleistungen der Europäischen Kommission beteiligt: (COCOM Communications Committee), ERG (European Regulators Group), IRG (Independent Regulators Group), RSPG (Radio Spectrum Policy Group), RSC (Radio Spectrum Committee), an der Arbeit der BEREC (Body of European Regulators for Electronic Communications) sowie ITU (International Telecommunications Union) und CEPT (Conférence Européenne des Régulateurs des Postes et Télécommunications). Bezogen auf den Markt der Postdienstleistungen beteiligt sich die HAKOM an der Arbeit von CERP (Comité Européen des Régulateurs Postaux) und UPU (Union Postale Universelle).  Im Sektor der Regulierung des einheitlichen EG-Marktes der Bahndienstleistungen  hinsichtlich der Besonderheiten der Bahndienstleistungen, arbeitet die HAKOM mit nationalen und europäischen Marktregulatoren zur Abstimmung der Vorgaben und der Entscheidungspraxis zusammen. Die HAKOM ist darüber hinaus Mitglied im IRG-Rail (Independent Regulators Group-Rail), eines Forums unabhängiger Regulierungsbehörden auf dem Markt der Bahndienstleistungen der EG.